# Luca Jochen
Luca Jochen (* 15. September 1999 in Bad Homburg) ist ein deutscher Schauspieler. Er spielte 2009 den Carlos La Rocca in der ARD-Fernsehserie Geld.Macht.Liebe. Seit 2010 wirkt er an der Volksbühne Bad Homburg mit. 2012 spielte er Pinocchio in Pinocchio nach der Erzählung von Carlo Collodi. Darauf folgt Peter Pan im Jahr 2014.

## Filmografie
- 2009: Geld.Macht.Liebe (19 Folgen)

## Theater
- 2010: Aladin und die Wunderlampe (Kind)
- 2011: Die Schöne und das Biest (Wache)
- 2012: Pinocchio (Pinocchio)
- 2013: Das Sams (Verkäufer)
- 2014: Peter Pan (Peter Pan)
- 2015: Aschenputtel (Erzähler)
- 2016: Der Zauberer von Oz (Löwe)